# Selenops buscki
Espèce
Selenops buscki est une espèce d'araignées aranéomorphes de la famille des Selenopidae.

## Distribution
Cette espèce est endémique du Panama. Elle se rencontre sur l'île de Taboga.

## Description
La femelle décrite par Crews en 2011 mesure 8,30 mm.

## Étymologie
Cette espèce est nommée en l'honneur d'August Busck.

## Publication originale
- Muma, 1953 : A study of the spider family Selenopidae in North America, Central America, and the West Indies. American Museum novitates, no 1619, p. 1-55 (texte intégral).